# Don Alonzo, der Rächer
Don Alonzo, der Rächer (Originaltitel: The Gay Defender) ist ein US-amerikanisches Stummfilmdrama aus dem Jahr 1927 von Gregory La Cava mit Richard Dix und Thelma Todd in den Hauptrollen. Das Drehbuch basiert auf einer Originalstory von Grover Jones.

## Handlung
Joaquín Murrieta, Sohn des spanischen Gutsherrn Ferdinand Murrieta aus Kalifornien, verliebt sich in Ruth Ainsworth, die Tochter des US-Landkommissars. Bart Hamby wird von Chombo, Joaquíns treuem Diener, beim Stehlen von Gold aus dem Murrieta-Anwesen erwischt, doch der sorglose Joaquín lässt ihn frei. Jake, der Bruder des Schurken, beschließt, sich mit Joaquín zu duellieren und das Gold zu stehlen, doch ihr Treffen endet in einem Unentschieden.
Jake versucht, Ainsworth zu überreden, ihm bei der illegalen Beschlagnahmung von Goldgrundstücken zu helfen. Als der Kommissar sich weigert, erschießt Jake ihn mit Joaquíns Pistole. Joaquin will Ainsworth um die Einwilligung, Ruth zu heiraten, bitten, doch wird ihm der Mord angehängt. Joaquín entkommt und wird zum Flüchtling. Die Hamby-Bande brennt die Murrieta-Hacienda nieder und verdoppelt die Steuern. Joaquín wird zum Verteidiger des Volkes, rettet Ruth vor den Schurken und rächt sich an Jake, dem Mörder seines Vaters.

## Hintergrund
Der historische Joaquín Murrieta (1829–1853) war ein mexikanischer Revolverheld. Während ihn US-Behörden als Verbrecher einstufen, galt er bei der mexikanischen Bevölkerung als ein Patriot und wurde Mexican Robin Hood bzw. Robin Hood of El Dorado genannt. Es wird vermutet, dass er als Inspiration für die fiktive Figur Don Diego de la Vega (bekannt als Zorro) diente.
Da keine Kopien der sieben Filmrollen existieren, gilt der Film als verschollen.

## Veröffentlichung
Die Premiere des Films fand am 10. Dezember 1927 statt. In Österreich kam er am 26. April 1929 in die Kinos.

## Kritiken
Mordaunt Hall von der The New York Times befand, dies sei ein Film, der mit einem Ruck von Gold und Schießpulver zu Rosen und Romantik führe. Gregory La Cava, ein versierter Regisseur, habe es geschafft, mit Messerwerfen, Peitschenhieben und Schießereien Interesse an den Szenen zu wecken. Er lasse einen glauben, dass es in dem Land, um das Murrieta und Hamby kämpfen, so viel Gold wie Kieselsteine gibt. Richard Dix sei energisch und wendig, aber er sehe nicht so aus, als ob der Name Murrieta ihm gehöre. Thelma Todd spiele die fröhliche kleine Heldin, die nie Angst hat, wenn Murrieta an ihrer Seite ist.